# М
М (onderkast: м) is een medeklinker uit het Cyrillische alfabet en wordt uitgesproken als /m/. Deze letter kan verward worden met de Latijnse letter M.

## Weergave

### Unicode
De М en м zijn in 1993 toegevoegd aan de Unicode 1.0 karakterset.
In Unicode vindt men М onder het codepunt U+041C (hex) en м onder U+043C.

### HTML
In HTML kan men voor М de code &Mcy; gebruiken, en voor м &mcy;.